# Joana Breidenbach

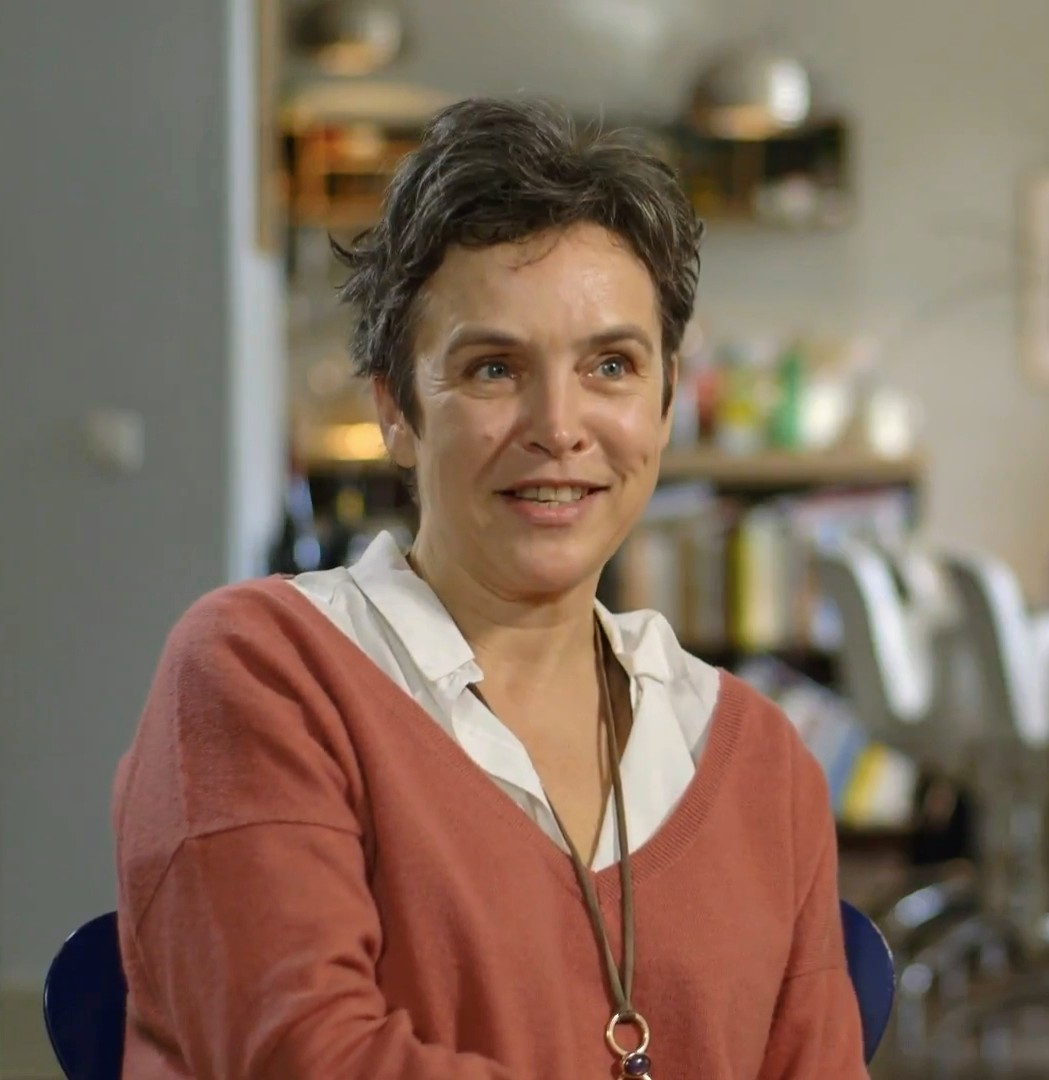
Joana Breidenbach (2017)

Joana Breidenbach (* 16. Mai 1965 in Hamburg) ist eine deutsche Kulturwissenschaftlerin, Autorin und Internetunternehmerin. Sie ist Aufsichtsrätin der gut.org gAG, Mitgründerin der Spendenplattform betterplace.org und Gründerin des Thinktank betterplace lab.

## Leben
Joana Breidenbach studierte Völkerkunde, Kunstgeschichte und Osteuropa-Geschichte an der Ludwig-Maximilians-Universität in München, wo sie 1993 mit der Arbeit „Deutsche und Dingwelt: Die Kommodifizierung nationaler Eigenschaften und die Nationalisierung deutscher Kultur“ zum Dr. phil. promoviert wurde. Während ihrer Dissertation studierte sie Social anthropology an der University of California in Berkeley, Kalifornien, sowie am University College in London.
Breidenbach arbeitete zunächst als Autorin, später auch als Dozentin (Humboldt-Viadrina School of Governance, Berlin und Macquarie University, Sydney), bevor sie 2007 die Online-Spendenplattform betterplace.org mitgründete. Drei Jahre später, im Jahr 2010, gründete sie das betterplace lab als Forschungsabteilung von betterplace.org. Im betterplace lab beschäftigte sich Breidenbach mit der Frage, wie digitale Innovationen für die Zivilgesellschaft genutzt werden können und brachte im Zuge dessen seit 2012 jährlich den betterplace lab Trendreport heraus, der seit 2016 heute trendradar heißt. Seit 2015 ist Joana Breidenbach weniger für betterplace.org und das betterplace lab tätig. 2015 wechselte sie vom Vorstand in den Aufsichtsrat der gut.org gAG, der Muttergesellschaft von betterplace.org und betterplace lab. Als Investorin ist Joana Breidenbach u. a. am FemTech Unternehmen Clue, der Übersetzungssoftware DeepL, nebenan.de, The Next We und der ReDi School for Digital Inclusion beteiligt.
Zudem tritt sie als Speakerin bei politischen Veranstaltungen auf: Ihre Vor- und Beiträge waren 2015 auf dem 2. Internationalen Deutschlandforum im Kanzleramt zu hören, beim Expertendialog mit Minister Gerd Müller zur Digitalisierung und Entwicklungszusammenarbeit (Bundesministerium für wirtschaftliche Zusammenarbeit und Entwicklung), bei einer Dialogrunde Bürgerschaftliches Engagement mit Thomas de Maizière (Bundesministerium des Innern) oder auf einem Panel mit Bundeskanzlerin Angela Merkel auf dem Deutschen Kirchentag in Stuttgart.
Seit 2014 ist Breidenbach im Bereich „New Work“ zu neuen Organisations- und Führungsformen aktiv, 2019 veröffentlichte sie ihr Buch „New Work needs Inner Work“.
Die Webseite Edition F hat Joana Breidenbach 2014 unter die „25 Frauen für die digitale Zukunft“ gewählt. Sie gehört zu den Unterstützern der Charta der Digitalen Grundrechte der Europäischen Union, die Ende November 2016 veröffentlicht wurde.
Joana Breidenbach ist verheiratet mit dem Rechtswissenschaftler und Mediator Stephan Breidenbach und hat zwei Kinder. Ihre Tochter Lilian Breidenbach ist Ko-Gründerin des Legal-Tech-Startups Legal OS, das unter anderem das Aufsetzen von Verträgen vereinfachen möchte.

## Schriften (Auswahl)
- Deutsche und Dingwelt: Die Kommodifizierung nationaler Eigenschaften und die Nationalisierung deutscher Kultur. Lit Verlag, Berlin 1993.
- mit Ina Zukrigl: Tanz der Kulturen:  Kulturelle Identität in einer globalisierten Welt. Rowohlt, Reinbek 2000.
- mit Pál Nyíri: Maxikulti: Der Kampf der Kulturen ist das Problem – zeigt die Wirtschaft uns die Lösung? Campus-Verlag, Frankfurt/M. 2008.
- mit Pál Nyíri: Seeing Culture Everywhere – From Genocide to Consumer Habits. University of Washington Press, Seattle und London 2009.
- Ethnographie des Cyberspace. In: Virtuelle Welten? Die Realität des Internets. Universität Bern, Kulturhistorische Vorlesungen. Peter Lang, Bern 2008.
- mit Judith Homoki: Edwina ermittelt in Berlin – Der Schatz des Priamos. Die Gestalten Verlag, Berlin 2014.
- Online Fundraising und CSR der Zukunft. In: Praxishandbuch Online Fundraising. Hrsg. Björn Lampe, Angela Ullrich und Kathleen Ziemann. transcript Verlag, Bielefeld 2015.
- mit Bettina Rollow:  New Work needs Inner Work. Vahlen Verlag, München 2019. ISBN 978-3-8006-6141-1